# 庞德伯里
庞德伯里是一个位于英格兰多塞特郡多尔切斯特实验型的新市镇和城市规划。
该项目坐落在康沃爾公爵拥有的领地之上。该项目是根据当时的威尔士亲王和康沃尔公爵查尔斯三世制定的准则、卢森堡建筑师里昂·克里尔的蓝图建立的，查尔斯三世一直试图改变战后城镇建设的发展方向。

## 计划
该项目试图建造一个高密度的城市群模式，而不是建立一个郊区，关注于建立商店，办公楼，私人和公营住宅，该地区未实行分区制。规划者说他们是在设计一个以人为中心而不是以汽车为中心的城镇。他们的目标是提供一个从建筑到材料的选择，到路标，到地标式建筑都高品质的环境。为防止不断的建造，一些设施建在地下的共同沟中。公共领域由一家全体居民所有的管理公司来维护。
在某种程度上，该计划和新都市主義有着很多相似点，出了这些。房屋的设计有本地化风格和新古典风格，这些建筑有些还有着时代特征，比如一些房子上有着被堵上的窗户，这是一个广泛存在于旧式英国建筑中的特征，最初是避开窗税。
所有的计划在20世纪80年代后期由卢森堡建筑师列昂·克里尔规划。建造工程开始于1993年十月。克里尔的计划因为混合了太多种不同的来自欧洲大陆的风格和使用非本地的建筑材料而受到了很多批评。4个计划周期原计划将持续25年，将建立2500所住宅并接纳接近6000的人口。
从事問候卡业务的企业家安德鲁·布朗斯沃德将100万英镑赞助给了由约翰·辛普森设计的庞德伯里的市场。该市场的设计基于一些更早的建筑，尤其是泰特伯里的一个建筑。
按照新都市主义的原则，庞德伯里计划减轻汽车依赖并且鼓励步行，骑自行车和公共交通。但是在第一个周期结束之后的一项调查显示庞德伯里的汽车使用率较周边乡村高。尽管如此，该社区仍接收到了很多来自新都市主义杂志的正面评价。

## 相关图片

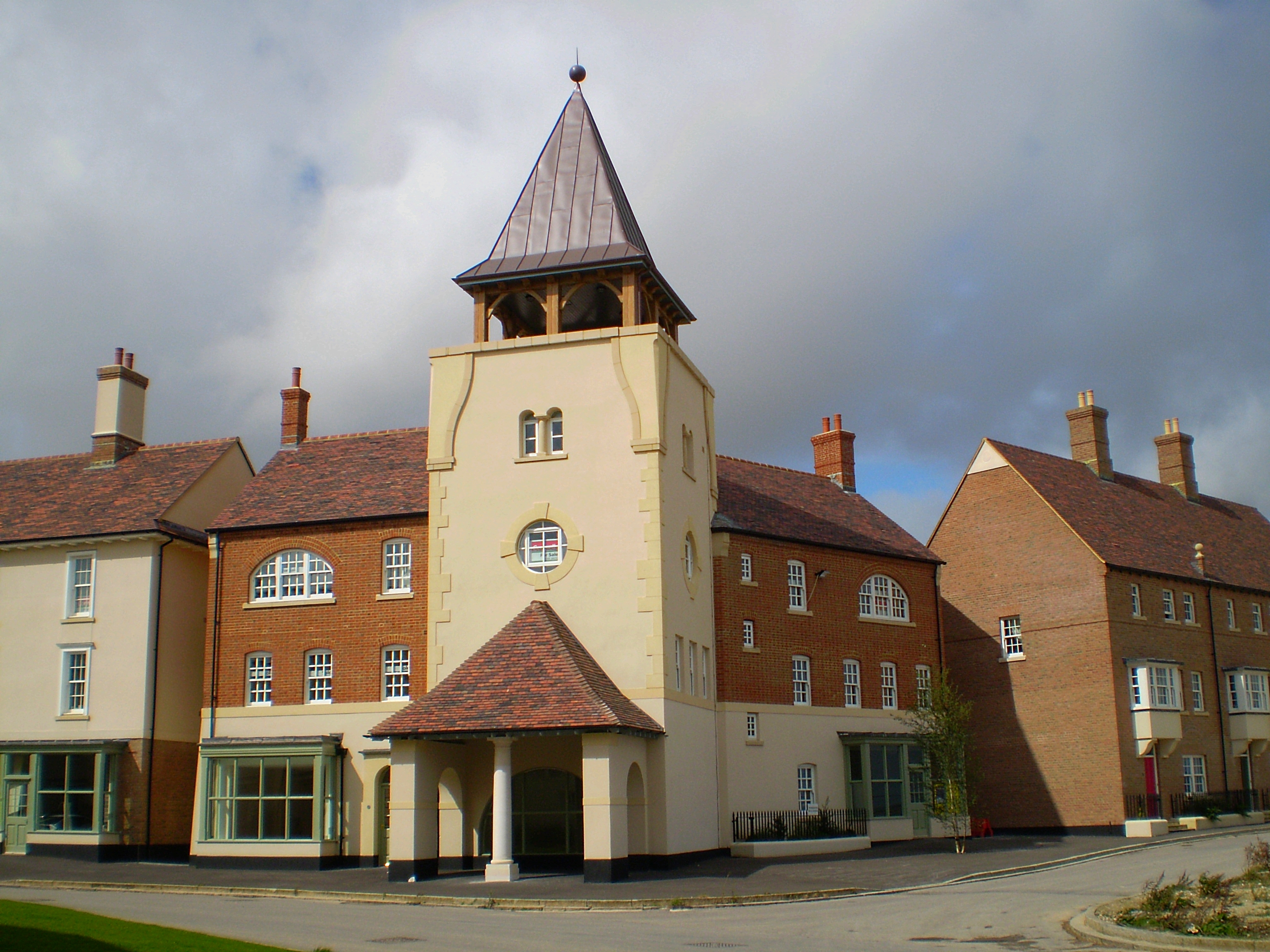
吹口哨的女巫　（摄于2008年）
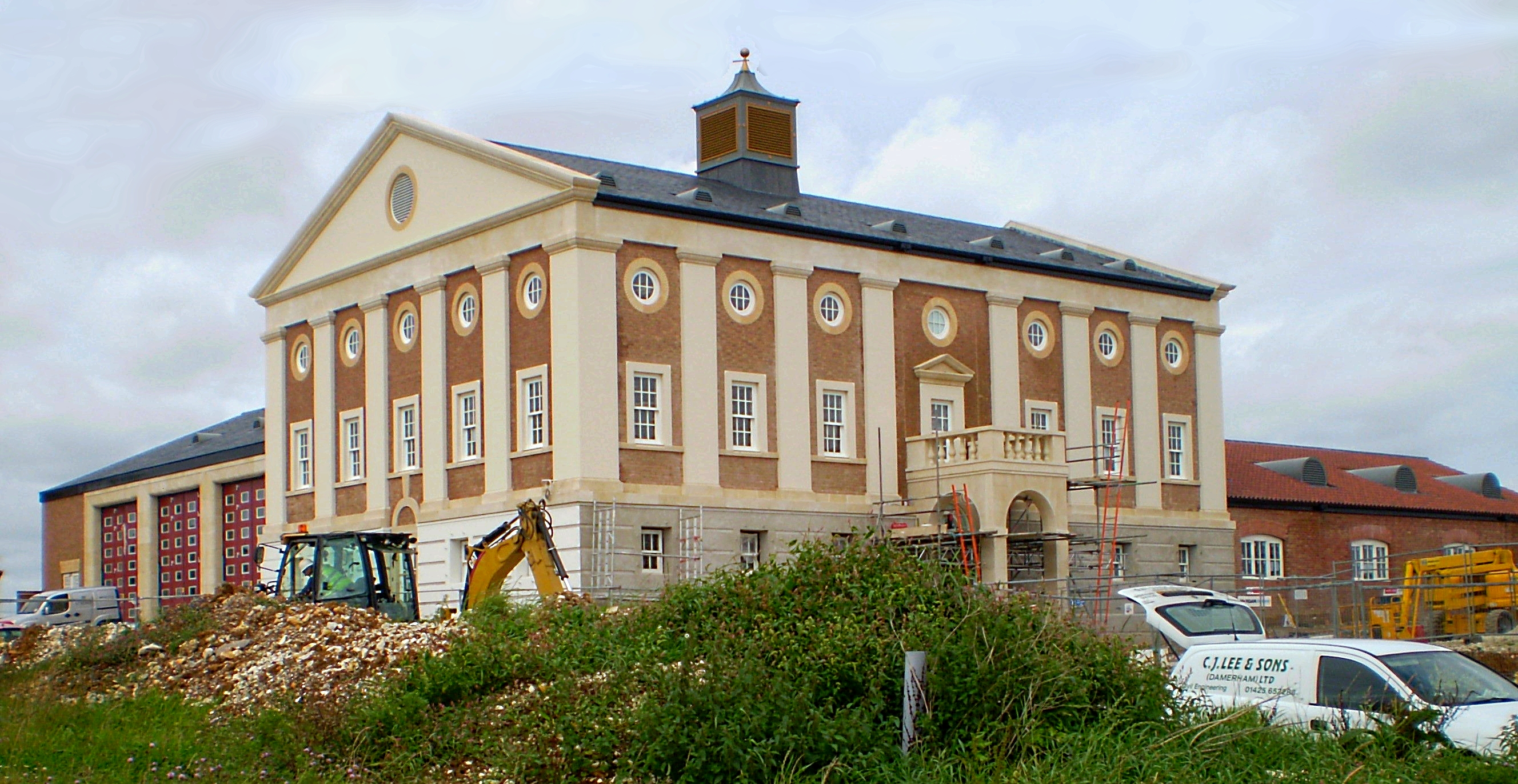
新的多塞特消防和救援署（摄于2008年，接近完工）

## 相关文献
- HRH Charles, Prince of Wales: A Vision of Britain: A Personal View of Architecture (Doubleday, 1989) ISBN 0-385-26903-X
- Leon Krier: Architecture: Choice or Fate (Andreas Papadakis Publishers, 1998) ISBN 1-901092-03-8
- Sandy Mitchell. "Prince Charles is not your typical radical." National Geographic.  May 2006.  Accessed online 9/14/06